# 비바리움

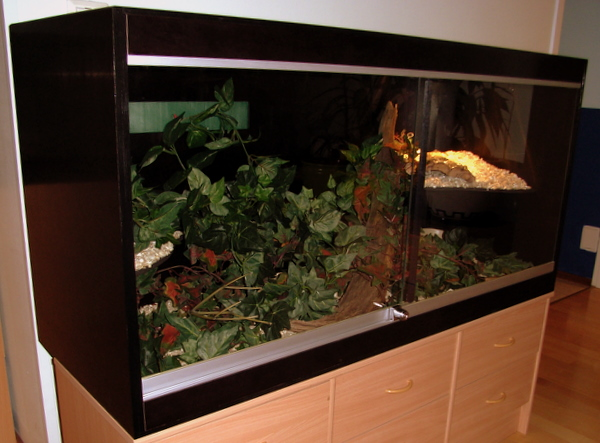
비바리움

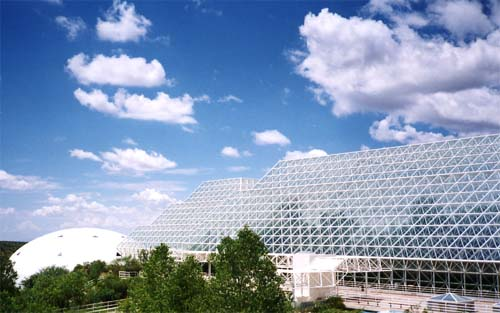
가장 큰 비바리움 바이오스피어 2. 애리조나주.

비바리움(영어: vivarium, 복수형: vivaria, vivariums)은 'place of life'란 뜻으로 관찰이나 연구를 목적으로 동물이나 식물을 가두어 사육하는 공간을 일컫는다. 대부분, 특정한 생물이 살아가는 환경 조건을 작은 규모로 만들어 작은 생태계처럼 보이게 한다.

## 종류

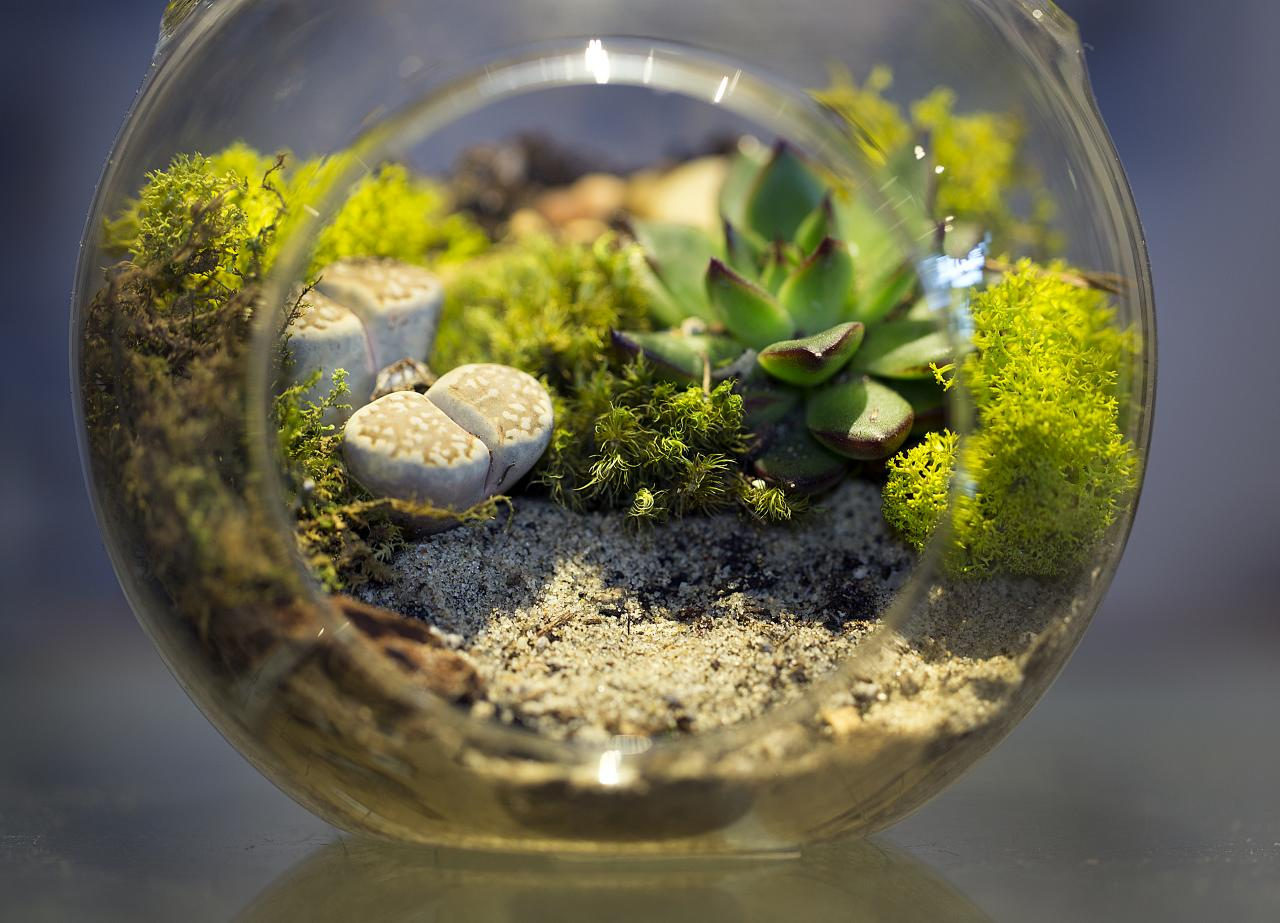
작은 테라리움

- 아쿠아리움: 어류와 같은 수중생물이 살아가도록 만든다.
- 인섹타리움: 곤충 등의 작은 무척추동물을 위한 비바리움이다.
  - 포미카리움 : 개미를 사육하기 위해 만든 비바리움이다.
- 테라리움: 토양이나 식물을 이용하여, 사막, 정글, 그리고 숲 따위의 공간을 모방하여 자연처럼 꾸미는 것이다.

## 같이 보기
- 수족관
- 동물원
- 생태계